# John D. LeMay

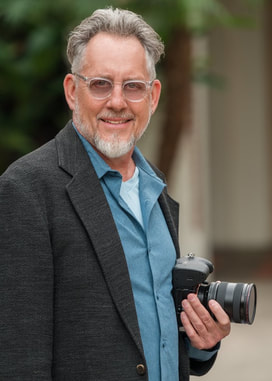
John D. LeMay, 2023

John D. LeMay (* 29. Mai 1962 in Saint Paul, Minnesota) ist ein US-amerikanischer Schauspieler.

## Leben
LeMay wurde in Saint Paul, Minnesota geboren und zog in seiner Jugend nach Normal, Illinois. Er ging auf die Normal Community High School und nahm sowohl Gesangs- als auch Schauspielunterricht. LeMay ging an die Illinois State University und schloss mit dem Bachelor of Science in den Hauptfächern Musik und Musiktheater ab. Er zog 1985 nach Los Angeles und erschien in Hit-TV-Shows wie The Facts of Life (Fernsehserie). In den späten 1980er Jahren wurde LeMay durch seine Rolle in der Horror-TV-Serie Friday the 13th: The Series bekannt. Nicht allzu lange danach spielte er den Steven Freeman in Jason Goes to Hell – Die Endabrechnung und weiteren Filmen der Friday-Reihe sowie in zwei kurzlebigen TV-Serien, Eddie Dodd und Over My Dead Body, mit. Der erste Spielfilm in dem LeMay mitspielte, ist der 1985 erschienene Film The New Kids; zuletzt war er 2001 in Totally Blonde zu sehen. 2004 schloss er sich der Alliance Theatre Company von Burbank in Kalifornien als Szenenbildner an.

## Filmografie
- 1985 Die New Kids
- 1987–1990 Freitag der 13.: The Series (Fernsehserie)
- 1990 Over My Dead Body (Fernsehserie)
- 1991 Eddie Dodd (Fernsehserie)
- 1993 Jason Goes to Hell – Die Endabrechnung (Jason Goes to Hell: The Final Friday)
- 1996 Without a Map
- 2001 Drei Schüsse
- 2001 Totally Blonde